# Сентрал Сити (Колорадо)
Сентрал Сити (енгл. Central City) град је у америчкој савезној држави Колорадо.

## Демографија
По попису из 2010. године број становника је 663, што је 148 (28,7%) становника више него 2000. године.
| Група             | 2000.       | 2010.       |
| Белци             | 445 (86,4%) | 532 (80,2%) |
| Афроамериканци    | 1 (0,2%)    | 15 (2,3%)   |
| Азијати           | 6 (1,2%)    | 26 (3,9%)   |
| Хиспаноамериканци | 48 (9,3%)   | 73 (11,0%)  |
| Укупно            | 515         | 663         |